# Milko Kelemen
Milko Kelemen (Podravska Slatina, 30. ožujka 1924. – Stuttgart, 8. ožujka 2018.), dirigent, skladatelj i zborovođa, dopisni član Hrvatske akademije znanosti i umjetnosti.
Među njegove poznate učenike spada i hrvatski akademik, skladatelj komorne glazbe Ruben Radica.
Utemeljitelj je Muzičkog biennalea u Zagrebu, međunarodnog festivala suvremene glazbe.

## Priznanja i nagrade
Dobitnik je nagrade Porin za životno djelo 1998. godine. Također, dobitnik je i Nagrade "Vladimir Nazor" za životno djelo (1983. godine).

## Ostavština
Osnovna glazbena škola u Slatini od studenoga 2017. godine nosi naziv Glazbena škola Milka Kelemena. 

## Djela
- Der Spiegel, balet, 1959. – 1960.
- Novi stanar 1965. u Zagrebu
- Abbandonate, balet s vokalima, 1964.
- Opsadno stanje 1971. u Zagrebu
- Salut au Monde
- Dom Bernarde Albe, balet 1998., 1999. u Zagrebu

## Vanjske poveznice
- Milko Kelemen
- Dani Milka Kelemena, Slatina  Arhivirana inačica izvorne stranice od 4. ožujka 2021. (Wayback Machine)
- Milko Kelemen: Magarac šeta pored mora / Ivan Batoš, klavir, 31. Muzički biennale Zagreb, online koncert
- Preminuo Milko Kelemen, dobitnik Porina za životno djelo, Porin